# Columelliaceae
Die Columelliaceae sind eine Pflanzenfamilie in der Ordnung der Bruniales. Die Arten dieser Familie kommen in Costa Rica und im westlichen Südamerika in den Anden vor. Die Familie umfasst nur (ein oder) zwei Gattungen mit nur (vier bis) etwa sieben Arten.

## Beschreibung

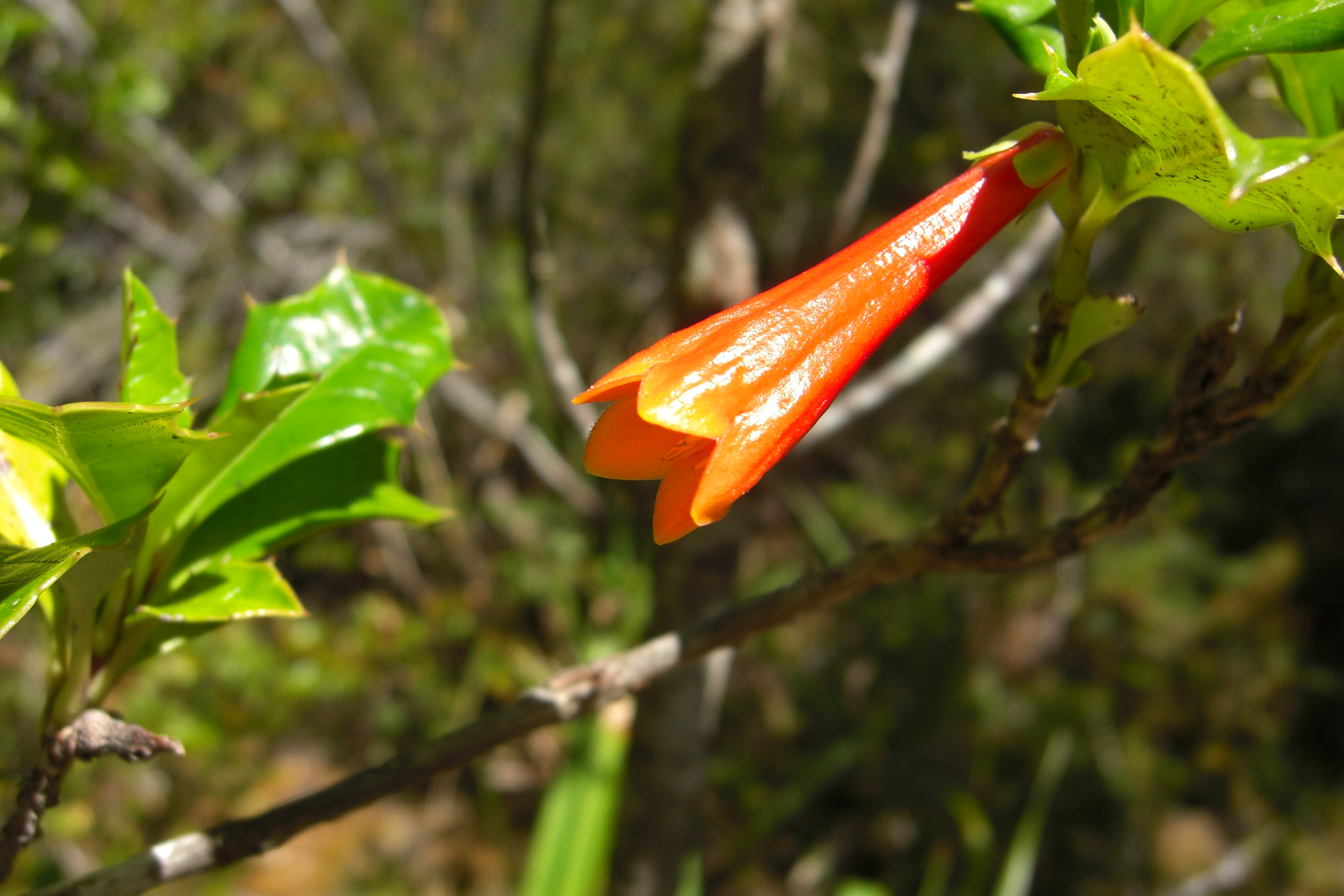
Zweig mit ledrigen Laubblättern und Blüte von Desfontainia spinosa

Sie wachsen als immergrüne Bäume oder Sträucher. Die gegenständigen Laubblätter sind einfach.
Die Blattränder von Columellia-Arten sind glatt oder gezähnt und die Blattspreite ist deutlich asymmetrisch.
Die Blattränder von Desfontainia spinosa sind dornig und so ähneln ihre Blätter denen der Stechpalmen (Ilex).
Nebenblätter fehlen.
Die Blüten stehen einzeln oder zu wenigen in endständigen, zymösen Blütenständen zusammen.
Die zwittrigen, mehr oder weniger zygomorphen Blüten sind (vier- bis acht-) meist fünfzählig. Die (vier bis acht) meist fünf Kelchblätter überdecken sich nur oder sind verwachsen. Die (vier bis acht) meist fünf Kronblätter sind röhrig verwachsen mit einer nur kurzen Kronröhre und deutlich längeren Kronlappen. Die Farbe der Kronblätter ist bei Columellia-Arten gelb und bei Desfontainia scharlachrot.
Es ist nur ein Staubblattkreis vorhanden; der innere fehlt. Bei Columellia-Arten sind nur zwei untereinander freie, deutlich ungleiche, fertile Staubblätter vorhanden, sie sind mit der Basis der Kronblätter verwachsen. Bei Desfontainia sind fünf untereinander freie, fertile Staubblätter vorhanden.
Bei Columellia-Arten sind zwei Fruchtblätter zu einem unterständigen Fruchtknoten verwachsen. Bei Desfontainia sind drei bis fünf Fruchtblätter zu einem oberständigen Fruchtknoten verwachsen. Es sind viele Samenanlagen vorhanden.
Bei Columellia-Arten werden Kapselfrüchte gebildet. Bei Desfontainia wird eine fleischige, weiße bis gelbe Beere gebildet, auf der ein Kelch noch deutlich erkennbar ist.

## Systematik
Die Stellung der Familie der Columelliaceae war lange umstritten. So wurde sie zu den Rosales (Cronquist 1981) oder zu den Hydrangeales (Takhtajan 1997) gestellt. Desfontainia spinosa wurde von einigen Autoren in eine eigene Familie Desfontainiaceae eingeordnet oder zur Familie der Loganiaceae gerechnet. Durch molekulargenetische Untersuchungen gestützt, wurden beide in der dritten Fassung der Systematik der Angiosperm Phylogeny Group vereint.
Die Familie der Columelliaceae umfasst zwei Gattungen mit nur wenigen Arten:
- Columellia Ruíz & Pavón: Die vier bis fünf Arten gedeihen nur in den Anden in Höhenlagen von 1600 bis 3600 Metern nur von Kolumbien bis Bolivien.[6] Das Holz wird beispielsweise zu Möbeln verarbeitet. Folgende Arten sind anerkannt:
  - Columellia lucida Danguy & Cherm.: Sie kommt von Kolumbien bis Peru vor.[5]
  - Columellia oblonga Ruiz & Pav.: Sie kommt in drei Unterarten in Kolumbien, Ecuador, Bolivien und Peru vor:
    - Columellia oblonga subsp. oblonga: Sie kommt in Ecuador, Peru und Bolivien vor.[5]
    - Columellia oblonga subsp. sericea (Kunth) Brizicky: Sie kommt im Kolumbien, Ecuador und Peru vor.[5]
    - Columellia oblonga subsp. serrata (Rusby) Brizicky: Sie kommt nur im westlichen Bolivien vor.[5]

  - Columellia obovata Ruiz & Pav.: Sie kommt vom südöstlichen Ecuador bis Bolivien vor.[5]
  - Columellia subsessilis Schltr.: Sie kommt in Bolivien vor.[5]
  - Columellia weberbaueri Schltr.: Sie kommt in Peru vor.[5]
- Desfontainia Ruíz & Pavón: Bei manchen Autoren sind es drei Arten, bei anderen Autoren nur die eine folgende sehr variable Art:[7]
  - Desfontainia spinosa Ruiz & Pav.: Sie (oder die Arten) gedeiht hauptsächlich in kühlen, feuchten Klimaten von Patagonien in Höhenlagen von 0 bis 1200 Metern nordwärts in den Anden in größeren Höhenlagen (2000 bis 4000 Meter) der tropischen Gebiete bis Kolumbien sowie Costa Rica.[7]

Nach R. Govaerts (WCSP) gehören in diese Gattung drei Arten:
- - Desfontainia fulgens D.Don: Sie kommt vom zentralen und südlichen Chile bis ins südwestliche Argentinien vor.[5]
  - Desfontainia spinosa Ruiz & Pav.: Sie kommt nur in den östlichen Anden von Peru vor.[5]
  - Desfontainia splendens Bonpl.: Sie kommt von Costa Rica bis Bolivien vor.[5]

## Weiterführende Literatur
- Anders Backlund, Birgitta Bremer: Phylogeny of the Asteridae s. str. based on rbcL sequences, with particular reference to the Dipsacales. In: Plant Systematics and Evolution. Bd. 207, Nr. 3/4, 1997, ISSN 0378-2697, S. 225–254, doi:10.1007/BF00984390.